# West Coast Avengers
A West Coast Avengers, későbbi címén az Avengers West Coast egy, a Marvel Comics által kiadott képregénysorozat volt mely 1985 és 1994 között jelent meg az Egyesült Államokban. A képregény az Avengers egyik spin-off sorozata és az 1984-ben azonos címen megjelent minisorozat folytatása. A sorozatban a Bosszú Angyalai nyugati parti tagozatának kalandjai elevenednek meg.

## A megjelenés története
A sorozat első száma 1985 októberében jelent meg, melyet majd egy évvel megelőzött az új csapat megalakulását elmesélő West Coast Avengers minisorozat. A sorozat rendszeres írója Steve Englehart, illusztrátora Al Milgrom és Joe Sinnott lett. A minisorozatban megalakult csapathoz már sorozat elején technikai tanácsadóként csatlakozott Hank Pym, az egykori Hangya, aki szellemi labilissága miatt azóta felhagyott a szuperhős karrierrel. A sorozat elején a történetek hátterében Pym egyre jobban leépült és magába fordult. Ez egészen odáig fajul, míg a 17. számban öngyilkosságot akart elkövetni. Ugyanebben a számban vette kezdetét a sorozat leghosszabb összefüggő története, a nyolcrészes Lost in Space-Time, melyben a csapat tagjai szétszóródnak térben és időben. Társaitól elszakítva de megmentésükön dolgozva Pym lassan visszatalál régi önmagához.
Joe Sinnott a 22. szám után otthagyta a sorozatot, helyére Mike Machlan került. Engelhart a 37. rész után már csak egy történetet írt a sorozat számára. Helyére a 42. számmal (1989. március) John Byrne került mint a sorozat írója és egyben rajzolója is.
A lap címe időközben a 47. számmal Avengers West Coast-ra módosult, melynek valószínűleg gazdasági okai voltak. A viszonteladók polcain ábécé-sorrendbe rendezett kiadványok között a lap így az „anyakiadvány, az ”Avengers mellé kerülhetett, melytől az eladott példányszámok növekedését remélték. A Marvel ugyanebből az okból kifolyólag nevezte át egy másik Bosszú Angyalai spin-off kiadványát, a Solo Avengers-t Avengers Spotlight-ra.
A sorozatban Byrne a nagyszabású Vision Quest című történettel mutatkozott be és egészen az 57. számig (1990. április) a képregény rendszeres írója és rajzolója maradt. Közreműködése alatt a képregény része volt az Acts of Vengeace című nagyszabású crossover-történetnek. Byrne távozása után két hónappal Roy és Dann Thomas vette át az írói feladatokat. A sorozat rajzolója először Paul Ryan, majd a 72. számtól David Ross lett.
A képregény része volt az Operation: Galactic Storm című crossvernek. Ebben a történetben már felvetődtek az ellentétek a keleti és a nyugati parton szolgáló testvércsapatok között. A crossover után a sorozatban több vendégszereplő is feltűnt, így Pókember és Rozsomák is. A következő nagyobb történet, melyben a sorozat hősei részt vettek az Infinity Crusade volt. Abban a két számban, melyben ez a történet szerepelt David Ross rajzolót Andrew Currie váltotta fel. Az utolsó nagyobb kaland melynek a sorozat hősei részesei volt a Bloodties címet viselte. A sorozat 102. számával, 1994 januárjában szűnt meg, és a nyugati part Bosszú Angyalai ismét beleolvadtak az eredeti New York-i csapatba. Ez azonban még nem jelentette a sorozat teljes megszüntetését. Az utolsó rész írója Dan Abnett és Andy Lanning volt, akik a sorozat befejező része után fél évvel, a régi szereplők nagy részének megtartásával új sorozatot indítottak Force Works címen.

## Külső hivatkozások
- A West Coast Avengers sorozat a ComicVine.com oldalain
- Az Avengers West Coast sorozat a ComicVine.com oldalain
- A West Coast Avengers sorozat a Comic Book Database oldalain
- Az Avengers West Coast sorozat a Comic Book Database oldalain